# Айбазов, Али Хыйсаевич
Айбазов Али Хыйсаевич (карач.-балк. Айбазланы Хыйсаны джашы Алий) — российский борец вольного стиля, серебряный призёр чемпионатов России по вольной борьбе (2006).

## Биография
Родился 6 июля 1981 г. в сел. Учкекен, КЧР. По национальности — карачаевец. Вольной борьбой начал заниматься с 9 лет. Звание мастера спорта России получил в 1997 году, мастер спорта международного класса — в 2007 году. В 2003 году окончил экономический факультет МГАУ им. В. П. Горячкина. Кандидат экономических наук (2011). По окончании спортивной карьеры — главный тренер сборной КЧР по вольной борьбе, директор РГБУ СШОР «Спортивная школа олимпийского резерва».

## Достижения
- Чемпионат России по вольной борьбе — 2 место (Нижневартовск, 2006);
- Международный турнир по вольной борьбе на призы олимпийских чемпионов братьев Белоглазовых — 1 место (Калининград, 2002)
- Чемпионат Центрального федерального округа — 1 место (Воронеж, 2003)
- Победитель Кубка России (Щёкино, 2003)
- Международный турнир серии Гран-при им. С. Саркисяна — 3 место (Армения, 2006)
- Международный турнир серии Гран-при им. А.Алиева — 3 место (Дагестан, 2001, 2002);
- Международный турнир серии Гран-при памяти выдающихся украинских борцов чемпионов Олимпийских игр, Мира и Европы — 1 место (Киев, 2003)[4].